# Santana do Itararé
Santana do Itararé este un oraș în Paraná (PR), Brazilia.